# Sam Spade
Sam Spade is een fictieve privédetective en de hoofdpersoon van Dashiell Hammetts hard-boiled detectiveroman The Maltese Falcon uit 1930. Spade verscheen ook in drie minder bekende korte verhalen van Hammett.
The Maltese Falcon, voor het eerst gepubliceerd als feuilleton in het pulptijdschrift Black Mask, is de enige lange roman waarin Spade verschijnt. Het personage was bepalend voor de ontwikkeling van hard-boiled detectivefictie. Zo was bijvoorbeeld Raymond Chandlers detective Philip Marlowe sterk beïnvloed door het personage van Spade. Met Spade week Hammett af van de minder glamoureuze detective, "The Continental Op" uit zijn vorige verhalen. In Spade combineerde hij verschillende elementen van zijn vorige detectives, met name zijn achteloze houding, oog voor detail en onverschrokken vastberadenheid bij het nastreven van rechtvaardigheid.